# وحدات إنذار شرطة الشعب

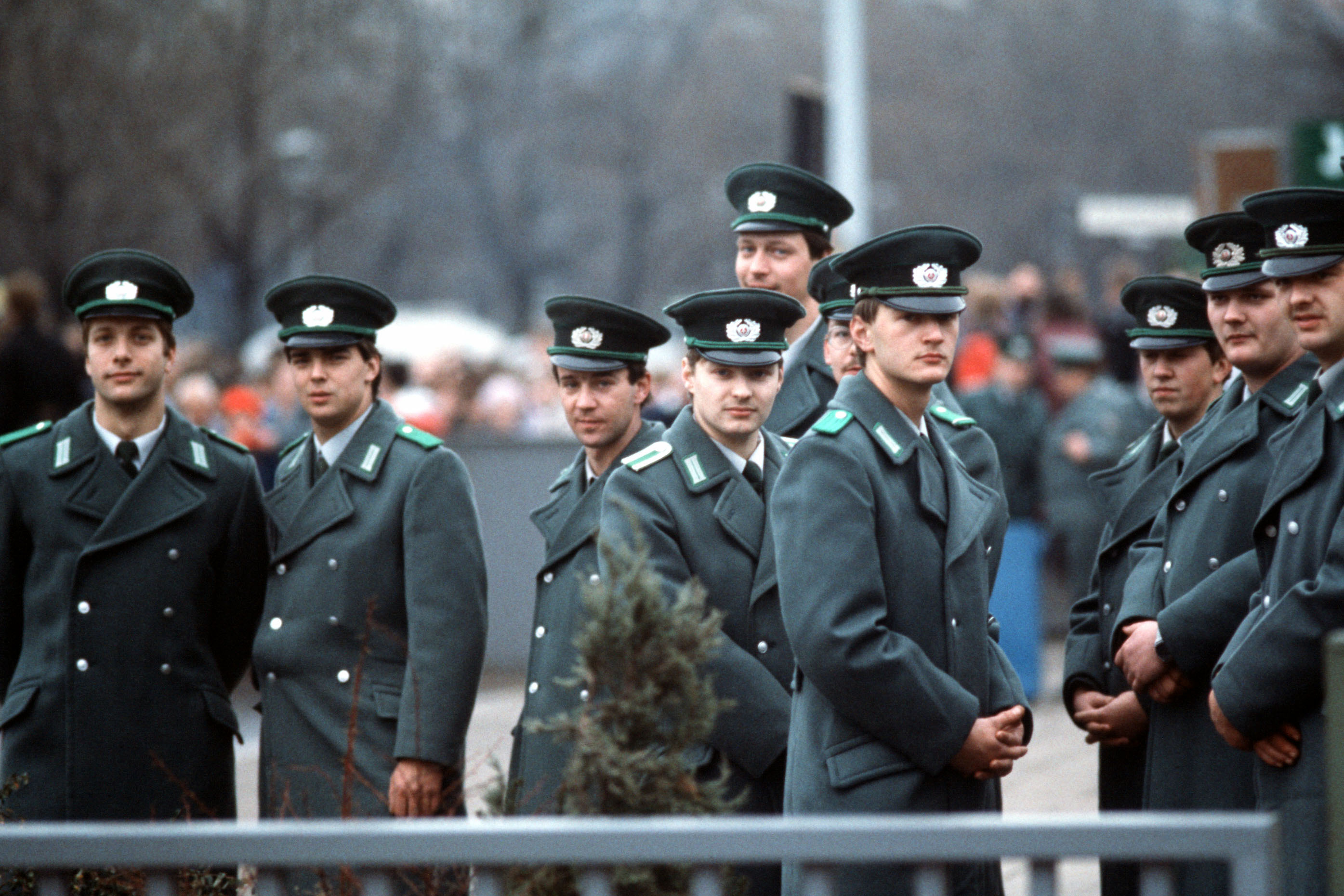
أعضاء فولكسبوليز-بيريتشافن في بوابة براندنبورغ في 22 ديسمبر 1989، أي قبل يوم من افتتاح جدار برلين.

وحدات إنذار شرطة الشعب (بالألمانية: Volkpolizei-Bereitschaft) وحدات شرطة شبه عسكرية في جمهورية ألمانيا الديمقراطية (ألمانيا الشرقية) من 1955 إلى 1990. كانت فولكسبوليز-بيريتشافن وحدات ثكنة من فولكسبوليز للسيطرة على الشغب ومكافحة التمرد مع وضع الفوج تحت سيطرة وزارة الداخلية وتعتبر جزءا من القوات المسلحة، لكنها لم تكن أبدا جزءا من الجيش الشعبي الوطني أو وزارة الدفاع الوطني. كان فولكسبوليز-بيريتشافن بمثابة الفرع الفعلي المسلح لوزارة أمن الدولة (ستاسي)، وهي الشرطة السرية للجمهورية الألمانية الديمقراطية. 

## التنظيم
احتفظت وزارة الداخلية في جمهورية ألمانيا الديمقراطية (German: Ministerium des Innern أو MDI) بالإدارة المستقلة لوحدات الإنذار في فولكسبوليز (الوكالة الرئيسية لإنفاذ القانون في البلاد) المعروفة باسم فولكسبوليز-بيريتشافن (VPB). وهي تتألف من ما بين 12000 و 15000 رجل (تختلف المصادر) في 21 وحدة من وحدات إنذار فولكسبوليزي من قوة الكتيبة. كان هناك عادة وحدة واحدة لكل مقاطعة في ألمانيا الشرقية، لكن المناطق الرئيسية في هالي ولايبزيغ وماغديبورغ، مع عدد كبير من السكان من الطبقة العاملة وبوتسدام جميعها تضم وحدتين. كان لرئاسة شرطة الشعب في برلين الشرقية ثلاث وحدات تقع في باسدورف. 
تم تنظيم كل وحدة إنذار على النحو التالي: 
- المقر الفرع
- أربع وحدات في حالة تأهب: 
  - وحدة ميكانيكية واحدة من ناقلات الجنود المدرعة ذات العجلات
  - ثلاث وحدات بدراجات موضوعة في شاحنات
- وحدات الدعم 
  - فصيلة مضادة للدبابات ب3x45 مم / 57   مم (لاحقًا ATGM )
  - فصيلة المدفعية ب3x76.2   مم ZiS-3 الميدان / المدافع المضادة للدبابات
  - فصيلة هاون بقذائف هاون 3 × 82 ملم
- مقر الوحدات والموظفين مع: 
  - فصيلة الإشارات
  - فصيلة الهندسة
  - فصيلة الكيميائية
  - فصيلة الاستطلاع
  - فصيلة النقل
  - فصيلة العرض
  - قسم التحكم
  - القسم الطبي

## المعدات
تم تجهيز هذه الوحدات بأسلحة المشاة الخفيفة والمتوسطة، وناقلات الجنود المدرعة ذات العجلات SK-1 وخراطيم المياه SK-2 (سواء المدرعة وغير المدرعة) والحافلات. كان الزي الرسمي لفولكسبوليزى الرمادي والأخضر. كانت الاعتمادية السياسية لوحدات الإنذار ذات أهمية خاصة لحزب الوحدة الاشتراكية في ألمانيا (SED) حيث سيتم استخدامها ضد السكان في حالة الاضطرابات الاجتماعية مثل إضراب 17 يونيو 1953 في المناطق الصناعية بألمانيا الشرقية . 